# Lubiatów (Złotoryja)
Pour les articles homonymes, voir Lubiatów.
Lubiatów est une localité polonaise de la gmina et du powiat de Złotoryja en voïvodie de Basse-Silésie.

## Histoire
De 1742 à 1945, Lobendau fait partie de l'arrondissement de Goldberg, dans le district de Liegnitz au sein de la province de Silésie.